# Udone-shima
Udone-shima (jap. 鵜渡根島) ist eine unbewohnte Insel vulkanischen Ursprungs im Pazifischen Ozean. Sie gehört geographisch zum Archipel der Izu-Inseln und politisch zur japanischen Präfektur Tokio.
Udone-shima liegt rund 150 km südlich von Tokio auf halber Strecke zwischen Toshima und Niijima, von denen sie jeweils etwa 5 km entfernt ist. Die Insel ist etwa 1,5 km lang, bis zu 550 m breit und weist eine Fläche von 0,4 km² auf. Sie erhebt sich steil aus dem Ozean und erreicht eine Höhe von 210 m über dem Meeresspiegel. Der Insel sind zahlreiche kleine Klippen vorgelagert.
Trotz ihrer geringen Größe war die Insel in der Meiji-Zeit bewohnt. Man betrieb Seidenraupenzucht. Die Insel hat noch einen Schrein.